# Édouard Lalo
Victor Antoine Édouard Lalo, född 27 januari 1823 i Lille, död 22 april 1892 i Paris, var en fransk tonsättare av spansk härkomst. 

## Biografi
Lalo var född i Lille och studerade i Paris där han försörjde sig som violinist och lärare. Han hade länge svårt att slå igenom som tonsättare och hans upprepade nederlag gjorde att han under en period av hela sju år inte skrev en enda not. Orsaken till att den franska publiken inte förstod hans musik var delvis att han till en början huvudsakligen skrev kammarmusik, dels att hans musik var osedvanligt symfonisk. Då han 1865 ånyo började komponera övergav han tills vidare kammarmusiken och skrev för orkester. Även nu hade han svårt att få kontakt med publiken, men då Sarasate 1874 spelade hans första violinkonsert, och året därpå den strålande violinkonserten med beteckningen Symphonie espagnole, var segern fullständig. Lalo utvecklade sedermera sin förmåga att skapa lokalfärgad musik, sin känsla för strålande orkesterfärger och sin spänstiga och energiska rytmik, bland annat i verk som Rysk konsert från 1883.
Även som operatonsättare blev Lalo sent erkänd. 1866 började han på sin första opera, Fiesque efter Friedrich Schillers drama. Den vann tredje pris i en tävling samma år men uppfördes aldrig. Hans stora opera Le roi d'Ys (Kungen av Ys) blev färdig redan 1881, refuserades först av alla teatrar i Paris men antogs slutligen av Opéra-Comique 1888 och blev mot alla förväntningar en stor succé. Operan uppfördes mer än 100 gånger under ett år. Av sin tredje opera La Jacquerie skrev Lalo bara den första akten av de planerade fyra.
Lalo brukar räknas till för-impressionisterna. Hans mest kända verk idag är violinkonsert op. 20 (1874) och Symphonie espagnole (1873). Han har dessutom skrivit tre operor, fyra violinkonserter, en cellokonsert, en pianokonsert, en symfoni, Rapsodie norvégienne för orkester och ett antal kammarverk.

## Verk

### Orkesterverk
- Symfoni i g-moll (1886)
- Divertissement (1869)
- Pianokonsert i f-moll (1888)
- Violinkonsert nr 1 i F-dur, op. 20 (1873)
- Violinkonsert nr 2 i d-moll Symphonie espagnole, op. 21 (1873/74)
- Violinkonsert nr 3 Fantasie norvégienne, op. 20 (1878)
- Violinkonsert nr 4 i f-moll, Concerto russe, op. 29 (1879)
- Cellokonsert i d-moll (1877)
- Rhapsodie Norvégienne (1879)

### Kammarmusik
- Fantasie Originale i A-dur för violin och piano, op. 1 (ca 1848)
- Allegro maestoso i c-moll för violin och piano, op. 2 (ca 1848)
- Espérance, op. 4:1
- Insouciance, op. 4:2
- Pianotrio nr 1 i c-moll, op. 7 (1850)
- Impromptus [Pastorale, Scherzo alla Pulcinella] för violin och piano, op. 8 (ca 1850)
- Pianotrio nr 2 i h-moll (1852)
- Violinsonat, op. 12 (1853)
- Deux pièces [Chanson villageoise, Serenade] för cello och piano, op. 14 (1854)
- Allegro i h-moll för cello och piano, op. 16 (1856)
- Soirées parisienne för violin och piano, op. 18 (1850)
- Cellosonat i a-moll (1856)
- Stråkkvartett i Ess-dur, op. 19 (1859)
- Pianokvintett i Ass-dur (1862)
- Pianotrio nr 3 i a-moll, op. 26 (1880)
- Guitare för violin och piano, op. 28 (1882)
- Stråkkvartett i Ess-dur, op. 45 (1880, omarbetning av op. 19)

### Opera
- Fiesque (1866–68)
- Le roi d'Ys (1875–87)
- La Jacquerie (1889)

### Balett
- Namouna (1881–82)
- Néron (1891)